# Luys Santa Marina
Luys Santa Marina, né Luis Narciso Gregorio Gutiérrez Santa Marina à Colindres le 5 janvier 1898 et mort le 15 septembre 1980, est un écrivain, journaliste et poète espagnol d’idéologie phalangiste. 
Pendant les années de la Seconde République, il a été chef de la Phalange à Barcelone, qui y développait une forte activité. Arrêté au début de la Guerre civile, il eut un rôle important durant la dictature franquiste et est devenu directeur du journal barcelonais Solidaridad nacional. Il fut également membre du Conseil national du Mouvement (Consejo nacional del Movimiento) et procureur des Cortes.

## Biographie

### Formation et premières années
Né dans la localité de Santander, à Colindres, le 5 janvier 1898, il obtient le baccalauréat en Santander et se lance dans des études de droit à l’université d’Oviedo. Il participe à la guerre du Rif enrôlé dans la Légion Espagnole. Santa Marina relate ses expériences de la guerre dans Tras el águila del César (1924), œuvre qui se remarque de par son caractère violent. Il déménage plus tard à Madrid, puis à Barcelone, sa terre d’adoption. Là-bas, il rencontre Max Aub, qui est d’idéologie gauchiste, et avec qui il fonde le magazine Azor en 1932, projet auquel participent également Félix Ros Cebrián, José Jurado Morales y Juan Ramón Masoliver. En plus de ses facettes d’écrivain et de poète, Santa Marina étudie les classiques et traduit Rudyard Kipling ou Aldous Huxley. Il dirige Azor entre 1932 et 1934.
Il fut secrétaire de la Peña Social Hispánica à Barcelone. En 1933, Luys Santa Marina rejoint la Juntas de Ofensiva Nacional-Sindicalista (JONS), intégrant plus tard la Phalange après l’union de cette dernière avec la JONS. Il devient un des leaders de la section catalane de la Phalange. A cet instant, il se concentre sur la politique et abandonne ses activités littéraires. Chef de la Phalange barcelonaise depuis 1934, il organise les milices phalangistes dans la ville de condal. Partisan de l’action directe «équestre», Santa Marina fait face à des affrontements fréquents avec Robert Bassas, chef du territoire de Phalange en Catalogne. Il sera plus tard élu membre du Conseil national de Phalange Espagnol et de la JONS. Avec Julio Ruiz de Alda, il communique avec le leader anarchico-sindicaliste, Ángel Pestaña, dans l’espoir d’une future collaboration, bien que cette initiative n’ait pas abouti.

### La guerre civile
Il participe au coup d’État de juillet 1936 - prélude de la Guerre Civile Espagnole - à Barcelone, en se joignant aux forces soulevées à la caserne de Pedralbes. Cependant, après l’échec de la rébellion, il sera fait prisonnier par les autorités républicaines.  Bien qu’il ait reçu trois condamnations à mort, il est gracié et passe le reste de la guerre dans des prisons républicaines. La journaliste républicaine Maria Luz Morales a participé activement aux démarches pour obtenir l’extinction de la condamnation à mort, initiative soutenue par le conseiller catalan Ventura Gassol. À la fin de la guerre, il est envoyé à la prison de San Miguel de los Reyes. Quelques jours avant la fin des hostilités, il dirige l’insurrection des prisonniers et parvient à sortir dans la rue avant même l’arrivée de l’Armée franquiste.

### La dictature franquiste
Durant la dictature franquiste, il est directeur du journal barcelonais Solidaridad Nacional, poste auquel il est nommé quelque temps après la fin du conflit. Sous sa direction, durant les premières années de l’après-guerre, le journal a atteint quelques tirages de 100 000 exemplaires. Il est aussi nommé directeur de l’ Altenea de Barcelone, poste qu’il occupe pendant de nombreuses années. A cette époque Santa Marina redonne vie à la revue Azor et collabore avec les deux hebdomadaires Escorial et El Espagnol. Dans le contexte de la Seconde Guerre mondiale, l’historien Wayne H. Bowen le situe dans le groupe de franquistes pronazis. En juin 1943, il assiste, en compagnie de Pedro Mourlane Michelena, à une conférence de presse organisée par l’Allemagne nazie à Vienne, durant laquelle il montre clairement sa sympathie pour le « Nouvel Ordre » nazi.
Luys Santa Marina intervient durant le procès de Juan Peiro, plaidant en faveur de l’ex-ministre et ex-dirigeant anarchiste. Il a en plus proposé à Peiro de collaborer avec le nouveau syndicat national-syndicaliste, lui offrant la vie sauve en échange, proposition que Peiro a rejetée. Peiro finit par être condamné à mort et exécuté.
Il se maintient au poste de directeur du Solidaridad Nacional jusqu’à son renvoi en 1963, où il est remplacé par José Ramon Alonso. Néanmoins, Santa Marina continue de faire partie de la rédaction jusqu’en 1970. Il est en outre procureur des Cortes, grâce à sa condition de membre du Consejo Nacional de FET y de las JONS. Il vit ses dernières années retiré de la vie publique, touché par une grave maladie. Il meurt à Barcelone en 1980.

## Récompenses
En 1995 est mis en place le prix international de poésie à Cieza, qui porte son nom.

## Œuvres écrites
- Tras el águila del César. Elegía del Tercio, Barcelone, 1924.
- Tetramorfos, Espasa-Calpe, 1927.
- Labras heráldicas montañesas, Barcelone, editorial Canosa, 1928.
- Vida de Isabel la Católica, Espasa-Calpe 1928.
- Vida de Juana de Arco, Barcelone, Seix Barral, 1929.
- Estampas de Zurbarán, Barcelone, 1929.
- Cisneros, Madrid, Espasa-Calpe, 1933.
- Primavera en Chinchilla, Barcelone, 1939.
- Retablo de Reina Isabel, Barcelone, Yunque, 1940.
- Ceilán y Java, Barcelone, Seix Barral, 1942.
- Italia mi ventura. Últimas guerras del Gran Capitán, Barcelone, 1944.
- Perdida Arcadia, Barcelone, 1952.
- Karla y otras sombras, Barcelone, 1956.
- Alonso de Monroy, Barcelone, 1957.
- Falange, Hacia José Antonio, Barcelone, 1958.
- Ada y Gabrielle, Barcelone, 1959.